# دن مورفی
دن مورفی (انگلیسی: Don Murphy؛ زادهٔ آوریل ۱۹۶۷) یک تهیه‌کننده اهل ایالات متحده آمریکا است که تهیه‌کننده آثار مطرحی نظیر قاتلین بالفطره است.